# Acanthonotozomoides oatesi
Acanthonotozomoides oatesi är en kräftdjursart. Acanthonotozomoides oatesi ingår i släktet Acanthonotozomoides och familjen Acanthonotozomellidae. Inga underarter finns listade i Catalogue of Life.